# Kadir Kasirga
Abdulkadir "Kadir" Kasirga, född 19 april 1975 i Istanbul i Turkiet, är en svensk politiker (socialdemokrat). Han är ordinarie riksdagsledamot sedan 2022 (dessförinnan även 2018–2020), invald för Stockholms kommuns valkrets.

## Biografi
Kadir Kasirga, som har kurdiskt ursprung, kom till Sverige vid 14 års ålder. Till yrket är han kriminalvårdare och har tidigare arbetat inom Storstockholms Lokaltrafik, bland annat som spärrexpeditör och biljettkontrollant. 

### Fackliga och politiska uppdrag
Innan Kasirga blev heltidspolitiker var han facklig-politiskt aktiv inom fackförbundet Seko. Han har haft båda lokala och regionala fackliga uppdrag. Kasirga är bosatt i Hässelby villastad i västra Stockholm.
År 2014 blev han heltidspolitiker inom Stockholms kommun och satt i kommunfullmäktige fram till oktober 2018. Kasirga var styrelseordförande för det allmännyttiga bostadsbolaget Stockholmshem och ordförande i stadsdelsnämnden i Hässelby-Vällingby stadsdelsområde. Vid riksdagsvalet 2018 blev han riksdagsledamot för Stockholms kommuns valkrets, men i mars 2020 lämnade han uppdraget för att i stället bli oppositionsborgarråd i Stockholms stad med ansvar för skola och förskola. Sedan 2022 är han återigen riksdagsledamot.